# Цвишлері
Цвишлері (словен. Cvišlerji) — поселення в общині Кочев'є, регіон Південно-Східна Словенія, Словенія. Висота над рівнем моря: 478 м.